# دنیس سوکولوفسکی
دنیس سوکولوفسکی (انگلیسی: Denys Sokolovskyi؛ زادهٔ ۲۶ مارس ۱۹۷۹) بازیکن فوتبال اهل اوکراین است.
از باشگاه‌هایی که در آن بازی کرده‌است می‌توان به باشگاه فوتبال کریفباس کریفیی ریه، باشگاه فوتبال پوگون شچچین، باشگاه فوتبال اوبولون-برووار کیف، باشگاه فوتبال پانیونیوس، باشگاه فوتبال متالورگ دونتسک، باشگاه فوتبال قره‌باغ، و باشگاه فوتبال فورسکلا پولتاوا اشاره کرد.